# Hot Tracks
Hot Tracks es el cuarto y último álbum de estudio de la banda estadounidense Buckwheat. Fue publicado en noviembre de 1973 a través de London Records.

## Recepción de la crítica
Un escritor no especificado de la revista Cash Box escribió “Cocinando en cada corte. Buckwheat ha creado un nuevo LP digno de crédito destacado por el ardiente «I Can Hear You», que presenta la pirotecnia vocal atómica de la cantante principal Debbie Campbell. La banda hace un buen trabajo en «Will the Circle Be Unbroken» y «Put Out the Light» de Danny Moore. Mark Durham y Sonny Ray proporcionan una excelente sección rítmica que complementa perfectamente la forma de tocar la guitarra de Dub Campbell y Dean Smith. Bucky Smotherman, tecladista que escribe gran parte del grupo, es especialmente bueno en «Take It Easy» y «Doin' It My Own Way»”. Un escritor no especificado de la revista Record World comentó: “Buckwheat, una banda de rock sólida con una mezcla de rock obsceno y melodías fáciles, es un grupo atractivo con buenas canciones originales. «I Can Hear You» es una pieza terrenal, mientras que "Put Out the Light" es una fuerte posibilidad de sencillo”. Un escritor no especificado de la revista Billboard escribió: “Por lo general, golpes musicales dinámicos y emergentes con voces contundentes de Debbie Campbell y Budy Smotherman. «Will the Circle Be Unbroken» es una versión rock de la antigua canción gospel; «Doin' It My Own Way» es funky.”.

## Lista de canciones
| Lado uno |                               |                                  |          |  |
| N.º      | Título                        | Escritor(es)                     | Duración |  |
| 1.       | «I Can Hear You»              | Michael Smotherman Mark Durham   | 3:02     |  |
| 2.       | «Take Extra Care»             | Durham S. Lindell                | 5:06     |  |
| 3.       | «Will the Circle Be Unbroken» | tradicional, arr. por Di Martino | 3:10     |  |
| 4.       | «Sweet Marie»                 | Smotherman                       | 5:02     |  |

| Lado dos |                       |                         |          |  |
| N.º      | Título                | Escritor(es)            | Duración |  |
| 1.       | «Put Out the Light»   | Daniel Moore            | 2:53     |  |
| 2.       | «Doin' It My Own Way» | Smotherman Dub Campbell | 3:36     |  |
| 3.       | «Time to Leave»       | Durham                  | 2:52     |  |
| 4.       | «Take It Easy»        | Smotherman Campbell     | 5:27     |  |

## Créditos y personal
Créditos adaptados desde las notas de álbum de Hot Tracks.
Buckwheat
- Debbie Campbell – voz principal
- Michael “Bucky” Smotherman – voz principal, teclados
- Mark Durham – bajo eléctrico, coros
- Dub Campbell – guitarra, violín eléctrico, coros
- Sonny Ray – batería
- Dean Smith – guitarra

Personal técnico
- Andy Di Martino – productor
- Tom Perry – ingeniero de audio
- Buckwheat – arreglos

Diseño
- Vincent Biondi – director artístico
- Cathy Deeter – ilustración
- Glenn Ross – diseño de portada
- Jeffrey Weisel – fotografía